# Даниела Колева
Даниела Колева (на македонска литературна норма: Даниела Колева) е политик от Северна Македония.

## Биография
Родена е на 17 май 1980 година в град Кавадарци, тогава в Социалистическа федеративна република Югославия. Завършва управление на човешките ресурси във Философския факултет на Скопския университет. На 15 юли 2020 година е избрана за депутат от Социалдемократическия съюз на Македония в Събранието на Северна Македония.